# سوزان بلوخ
سوزان بلوخ (بالإنجليزية: Suzanne Bloch)‏ هي عازفة آلة وترية ‏ أمريكية، ولدت في 1907 في جنيف في سويسرا، وتوفيت في 29 يناير 2002 في نيويورك في الولايات المتحدة.